# Кеті Джетніл-Кіджінер
Кеті Джетніл-Кіджінер (1989 , Маршаллові Острови ) — поетеса та кліматична активістка з Маршаллових островів.

## Життєпис та кар'єра

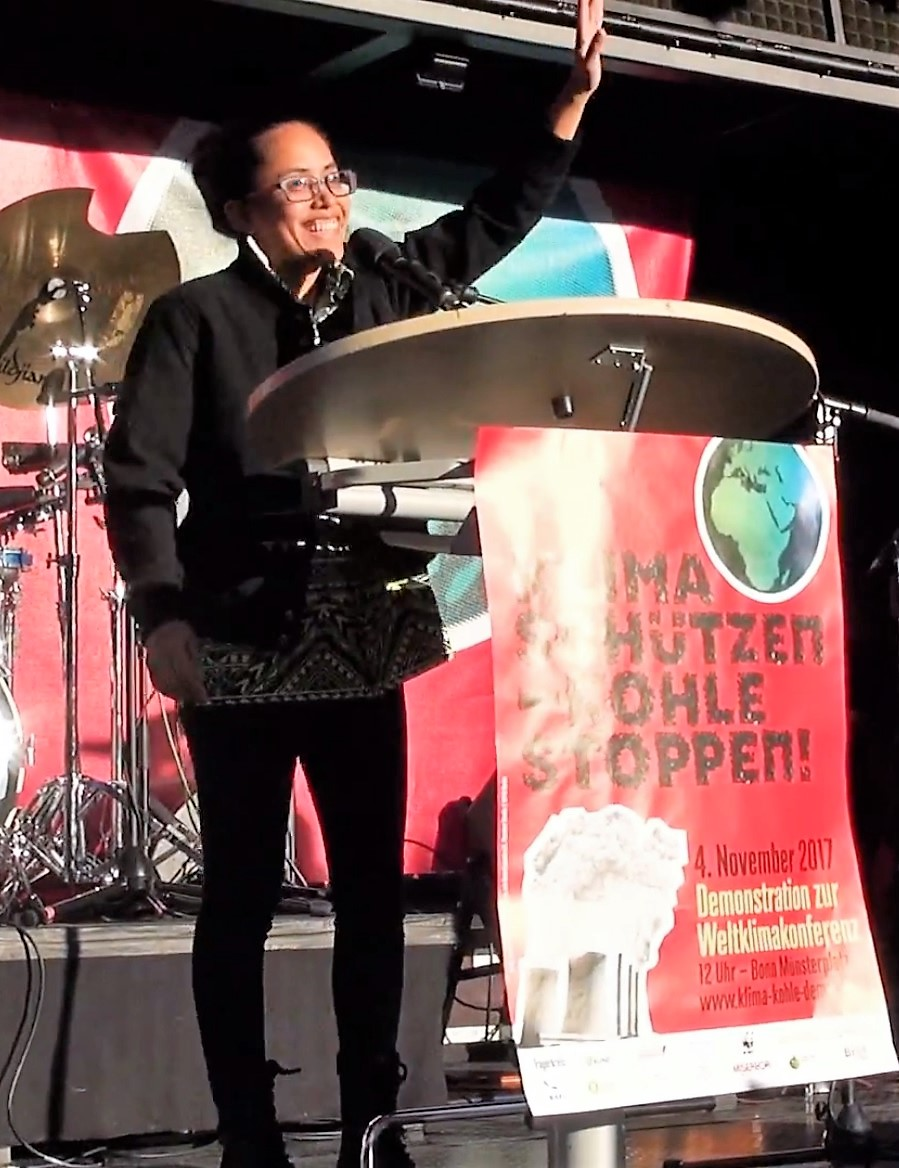
Кеті Джетніл-Кіджінер на Всесвітній кліматичній конференції COP23

Джетніл-Кіджінер народилася на Маршаллових островах і виросла на Гаваях. Вона отримала освітній ступінь бакалавра в коледжі Міллз в Каліфорнії і ступінь магістра в галузі досліджень островів Тихого океану в Гавайському університеті в Маноа.
У своїй поезії Джетніл-Кіджінер висвітлює проблеми навколишнього середовища та глобального потепління. Вона також досліджує соціальну несправедливість, включаючи колоніалізм, міграцію та расизм.
Її перша поетична збірка під назвою Iep Jāltok: Poems from a Marshallese Daughter, була опублікована в 2017 році видавництвом Університету Аризони. Вважається першою опублікованою книгою поезій, написаною кимось із Маршаллових островів.
Кеті є співзасновником екологічної некомерційної організації «Jo-Jikum» (Jodrikdrik in Jipan ene eo e Kutok Maroro), яка спрямована на підтримку мікронезійської молоді для попередження наслідків глобального потепління та вирішення екологічних проблем, які впливають на клімат Маршаллових островів.
Джетніл-Кіджінер викладала у коледжі Маршаллових островів дисципліни з тихоокеанських студій.
Зараз вона здобуває освітньо-науковий ступінь доктора філософії (Ph.D.) з питань ґендера, медіа та культурології в Австралійському національному університеті.
Вибрану поезію Джетніл-Кіджінер включили до UPU, кураторської роботи письменників тихоокеанських островів, яку вперше представили в театрі Silo в межах Оклендського фестивалю мистецтв у березні 2020 року . UPU було перемонтовано в рамках фестивалю «Kia Mau» у Веллінгтоні (Нова Зеландія) в червні 2021 року

## Досягнення
У 2012 році Кеті Джетніл-Кіджінер представляла Маршаллові острови на фестивалі «Poetry Parnassus» у Лондоні. У 2014 році Джетніл-Кіджінер запропонували виступити на саміті ООН з питань глобального потепління. Вона виконала твір «Дорогий Матафеле Пайнем» на церемонії відкриття в Нью-Йорку. У 2015 році її запросили виступити на COP21 в Парижі. Також у 2015 році вона була обрана журналом Vogue як одна з 13 Climate Warriors, а в 2017 році «Earth Company» названа імпактним героєм року.
Її роботи були включені до Азіатсько-Тихоокеанського триєнале сучасного мистецтва (APT9) у 2018 році в Галереї сучасного мистецтва Квінсленду, де її роботи нагадували процес ткацтва та дотримання гендерних принципів у формі інсталяції та перформансу. У 2019 році Джетніл-Кіджінер стала стипендіатом Обами в Азіатсько-Тихоокеанському регіоні та співробітником медіа-лабораторії директора MIT.

## Відомі літературні праці

### Ієп Ялток: Вірші дочки Маршалла(2017)
У 2017 році Джетніл-Кіджінер увійшла в історію, ставши першим автором з Маршальських островів, який опублікував книгу. Це збірка віршів під назвою «Іп Ялток: вірші доньки Маршалла» (англ. «Iep Jaltok: Poems from a Marshallese Daughter»). Ця книга присвячена темам кризи людських відносин, а також поглиблення соціально-економічних та екологічних проблем, з якою зіткнулися Маршаллові острови через військову окупацію Сполученими Штатами Америки. У віршах Кеті описане повсякденне життя мікронезійців, які дотримуються своїх звичаїв та традицій, стикаючись з екологічними проблемами в результаті ядерних випробувань, колоніалізму та глобального потепління.

### «Підйом: З одного острова на інший» (2018)
У 2018 році Джетніл-Кіджінер співпрацювала з Акою Нівіана, поетосою та екологічною активісткою з Гренландії, щоб написати вірш про їхні історії з наслідків глобального потепління. Вірш «Підйом: від одного острова до іншого» пояснює руйнування двох протилежних батьківщин і реальність танення крижаних шапок і підвищення рівня моря. В інтерв'ю журналу Grist Magazine Джетніл-Кіджінер сказала, що «коли вона опинилася віч-на-віч із небезпекою, яка загрожує затопити батьківщину її предків, вона відчула благоговіння, а не гнів».